# Кюрелам
Кюрелам (чечен. Коьра-лам, Коьран корта) — горная вершина в Итум-Калинском районе Чеченской Республики, высочайшая вершина одноимённого хребта. Высота над уровнем моря составляет 3074,8 метра. Пограничная зона.

## Общие сведения
На выступе хребта Кюрелам, между Аргуном и речкой Мешехи находится Цой-Педе, всего в 6—7 километрах от российско-грузинской границы. Данная историческая область Чечни называется «Малхиста», что значит «страна солнца». «Поселение божества» — так переводят с чеченского название историко-архитектурного комплекса «Цайн Педа» (более известен в литературе как «Цой-Педе»). На отроге хребта Кюрелам имеются более 40 надземных гробниц, сложенных наподобие домов с двухскатными или же плоскими кровлями.